# Đ (слово латинице)
Đ (пре 1878. године, слово је писано као диграф Dj) је осмо слово српске латинице. Осим у српском, слово постоји и у хрватском, бошњачком, црногорском, лапонском и вијетнамском језику. У српском језику спада у звучне предњонепчане сугласнике.

## Информатичко кодирање
У Латеху се слово Đ, као и мало слово đ, може записати (кодирати) током писања текста. Đ се кодира као \DJ, а đ као \dj.